# 海因里希·布兰德勒
海因里希·布兰德勒（德語：Heinrich Brandler；1881年7月3日—1967年9月26日）是一位德国共产主义者、工会活动家、政治家、革命活动家和政治作家。他出生于奥匈帝国波希米亚瓦恩斯多夫。他担任德国共产党主要领导人时，德国共产党发动1921年“三月行动”和1923年未遂起义。此后，他被共产国际要求对所犯错误负责而下台。1928年12月，他被开除出德国共产党，随后成为德国共产党（反对派）的创始人之一，该组织是国际共产主义反对派（即“右翼反对派”）的首个国家分支。